# MacDonald Beaumont
Kenneth MacDonald Beaumont, född 10 februari 1884 i Blackheath, London, död 24 april 1965 i London, var en brittisk konståkare. Han kom åtta i olympiska spelen i Antwerpen 1920 i paråkning tillsammans med sin hustru Madeleine Beaumont. Han kom på nionde plats i singel herrar i samma olympiad. Han var domare under olympiska vinterspelen 1948 i Sankt Moritz.